# Gerenciador de downloads

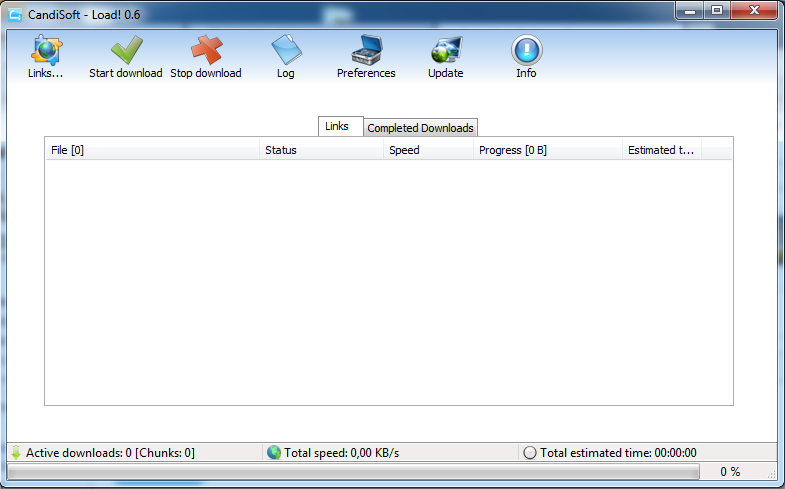
Imagem de um gerenciador de downloads. Programa instalado no windows 7

Um gerenciador de downloads (português brasileiro) ou gestor de transferências (português europeu) é um programa de computador criado para efetuar e gerir descarregamentos de arquivos da Internet, contrariamente a um navegador, que tem como principal função visitar páginas na World Wide Web.

## Características
Há muitas coisas nas quais alguns navegadores não são bons. Nesta hora é que entram os gerenciadores de download:
- Pausar o download de arquivos grandes.
- Reiniciar downloads corrompidos ou parados (especialmente para arquivos grandes).
- Baixar arquivos em conexões lentas.
- Agendar downloads (incluindo, desconexões/desligamentos automáticos).
- Procurar pelo mesmo arquivo em diferentes sites.
- Quebrar os arquivos em partes, baixando estas partes simultaneamente.

## Lista de programas
A seguir uma lista de gerenciadores de downloads.

### Interface gráfica
- Aria
- D4X
- Download Accelerator
- Download Express
- DownloadStudio
- DownThemAll
- FileOwner 2005
- FlashGet
- Free Download Manager
- Fresh Download
- Getleft
- GetRight
- Gigaget
- Go!Zilla
- HiDownload
- Interarchy
- Internet Download Accelerator
- Internet Download Manager
- JDownloader
- KGet
- LeechGet
- Mass Downloader
- Net Transport
- NetAnts
- Offline Downloader
- Orbit Downloader
- Puxa Rápido
- QuickDownloader
- ReGet
- Star Downloader
- Teleport Pro
- TrueDownloader
- WellGet
- WinGet
- wxDownload Fast

### Linha de comando
- cURL
- wget

## Comparação entre programas

### Informações gerais
|                               | Criador                         | Última versão estável                           | Última versão testada | Licença / Preço (USD)                                      | Interface               | Roda em Linux | Roda em Windows | Roda em Mac OS X | Roda em Windows Vista |
| ----------------------------- | ------------------------------- | ----------------------------------------------- | --------------------- | ---------------------------------------------------------- | ----------------------- | ------------- | --------------- | ---------------- | --------------------- |
| aria2                         | Tatsuhiro Tsujikawa             | 0.7.2 (2006-08-22)                              |                       | Software livre (GNU General Public License)                | CLI                     | Sim           | Não             | Sim              | ?                     |
| Downloader for X              | Maxim Koshelev                  | 2.5.7.1                                         |                       | Software livre (GNU General Public License)                | GUI                     | Sim           | Não             | Não              | ?                     |
| Download Express              | Metaproducts                    | 1.9                                             | ?                     | Proprietário / livre, $9.95 pelo modo avançado             | GUI                     | Não           | Sim             | Não              | ?                     |
| DownThemAll                   | Federico Parodi e Stefano Verna | 0.9.9.6.3 (2006-08-02)                          |                       | Software livre (GNU General Public License)                | GUI                     | Sim           | Sim             | Sim              | Sim                   |
| FlashGet                      | AmazeSoft                       | 1.73                                            | ?                     | Freeware                                                   | GUI                     | Não           | Sim             | Não              | Sim                   |
| Free Download Manager         | FreeDownloadManager             | 3.0 (2009-01-01)                                |                       | Proprietário / Freeware                                    | CLI, GUI, Web Interface | Não           | Sim             | Não              | Sim                   |
| Getleft                       | Andrés García                   | 1.1.2                                           | 1.2a2                 | Software livre (GNU General Public License)                | GUI                     | Sim           | Sim             | Sim              | ?                     |
| GetRight                      | Headlight Software, Inc.        | 6.0b (2006-08-04)                               | 6.0b+02               | Proprietário / $29.95 pelo Standard, $49.95 pelo Pro       | GUI, Web Interface      | Não           | Sim             | Não              | ?                     |
| Gigaget Download Manager      | Gigaget                         | 1.23                                            | ?                     | Proprietário / Freeware                                    | GUI                     | Não           | Sim             | Não              | ?                     |
| iGetter                       | Presenta                        | 2.5 (Mac) 2.0.1 (Win)                           | ?                     | Proprietário / $25                                         | GUI                     | Não           | Sim             | Sim              | ?                     |
| Internet Download Accelerator | Westbyte Software               | 5.0.5 (2006-04-10)                              | ?                     | Proprietário / $24.95                                      | GUI                     | Não           | Sim             | Não              | ?                     |
| Internet Download Manager     | Tonec Inc.                      | 5.0.4 (2006-08-04)                              | ?                     | Proprietário / $24.95                                      | GUI                     | Não           | Sim             | Não              | ?                     |
| KGet                          | KGet Team                       | 0.8.5                                           | ?                     | Software livre (GNU General Public License)                | GUI                     | Sim           | Não             | Não              | ?                     |
| ReGet                         | ReGet                           | 3.4.265 (Pro) 2.2.265 (Junior) 4.2.265 (Deluxe) | ?                     | Proprietário / $9.95 (Pro) $14.95 (Junior) $29.95 (Deluxe) | GUI                     | Não           | Sim             | Não              | ?                     |
| Speed Download                | YAZSOFT                         | 4.0.3                                           | 4.0.4 beta            | Proprietário / $25                                         | GUI                     | Não           | Não             | Sim              | ?                     |
| wxDownload Fast               | Max Magalhães Velasques         | 0.5.1                                           | ?                     | Software livre (GNU General Public License)                | GUI                     | Sim           | Sim             | Sim              | ?                     |

### Protocolos suportados
|                               | HTTP | HTTPS | FTP | MMS | RTSP | BitTorrent | Suporte a metalink | Suporte a podcast |
| ----------------------------- | ---- | ----- | --- | --- | ---- | ---------- | ------------------ | ----------------- |
| aria2                         | Sim  | Sim   | Sim | Não | Não  | Sim        | Sim                | Não               |
| Downloader for X              | Sim  | ?     | Sim | Não | Não  | Não        | Não                | Não               |
| Download Express              | Sim  | Sim   | Sim | Não | Não  | Não        | Não                | ?                 |
| DownThemAll                   | Sim  | ?     | Sim | Não | Não  | Não        | Não                | Não               |
| FlashGet                      | Sim  | Sim   | Sim | Sim | Sim  | Sim        | Não                | Não               |
| Free Download Manager         | Sim  | Sim   | Sim | Não | Não  | Sim        | Sim                | Não               |
| Getleft                       | Sim  | Não   | Sim | Não | Não  | Não        | Não                | Não               |
| GetRight                      | Sim  | Sim   | Sim | Não | Não  | Sim        | Sim                | Sim               |
| Gigaget Download Manager      | Sim  | Sim   | Sim | Sim | Sim  | ?          | Não                | ?                 |
| iGetter                       | Sim  | Sim   | Sim | Não | Não  | Não        | Não                | Não               |
| Internet Download Accelerator | Sim  | Sim   | Sim | ?   | ?    | ?          | Não                | ?                 |
| KGet                          | Sim  | ?     | Sim | Não | Não  | Não        | Não                | Não               |
| ReGet                         | Sim  | Sim   | Sim | Sim | Sim  | Não        | Não                | Não               |
| Speed Download                | Sim  | Sim   | Sim | ?   | ?    | ?          | Beta               | ?                 |
| wxDownload Fast               | Sim  | Não   | Sim | Não | Não  | Não        | Sim                | Não               |

### Ferramentas
|                               | Integração com navegador | Continuação | Aceleração do download | Procura por mirrors | Autoconexão   | Donwloads categorizados | Importação de cookies | Limite de velocidade | Navegação de arquivos | Pré-visualização de aquivos ZIP | Suporte a extensões | Verificação de checksum |
| ----------------------------- | ------------------------ | ----------- | ---------------------- | ------------------- | ------------- | ----------------------- | --------------------- | -------------------- | --------------------- | ------------------------------- | ------------------- | ----------------------- |
| aria2                         | Não                      | Sim         | Sim                    | Não                 | Não           | Não                     | Não                   | Não                  | Não                   | Não                             | Não                 | Sim                     |
| Downloader for X              | ?                        | Sim         | Sim                    | Não                 | Não           | Não                     | Não                   | Não                  | Não                   | Não                             | Não                 | Não                     |
| Download Express              | Sim                      | Sim         | Sim                    | Não                 | modo avançado | Sim                     | Sim                   | Sim                  | ?                     | ?                               | ?                   | ?                       |
| DownThemAll                   | Apenas Firefox           | Sim         | Sim                    | Sim                 | Não           | Não                     | Não                   | Não                  | Não                   | Não                             | Sim                 | Não                     |
| FlashGet                      | Sim                      | Sim         | Sim                    | Sim                 | Sim           | Sim                     | ?                     | Todos downloads      | Sim                   | Não                             | Sim                 | ?                       |
| Free Download Manager         | Sim                      | Sim         | Sim                    | Sim                 | Sim           | Sim                     | Sim                   | Sim                  | Sim                   | Sim                             | Sim                 | Sim                     |
| Getleft                       | Não                      | Sim         | Não                    | Não                 | Não           | Não                     | Não                   | Não                  | Não                   | Não                             | Não                 | Não                     |
| GetRight                      | Sim                      | Sim         | Sim                    | Sim                 | Sim           | Sim                     | Sim                   | Sim                  | Sim                   | Não                             | Script              | Sim                     |
| iGetter                       | Sim                      | Sim         | Sim                    | Não                 | Sim           | Não                     | Não                   | Sim                  | Não                   | Não                             | Não                 | Não                     |
| Internet Download Accelerator | Sim                      | Sim         | Sim                    | ?                   | ?             | Sim                     | ?                     | ?                    | Sim                   | ?                               | Sim                 | ?                       |
| KGet                          | Apenas Konqueror         | Sim         | Sim                    | ?                   | ?             | ?                       | ?                     | ?                    | ?                     | ?                               | ?                   | ?                       |
| ReGet                         | Sim                      | Sim         | Sim                    | Sim                 | Sim           | Sim                     | Sim                   | Sim                  | Sim                   | Sim                             | Sim                 | Não                     |
| Speed Download                | Sim                      | Sim         | Sim                    | Não                 | Não           | Sim                     | ?                     | ?                    | ?                     | ?                               | ?                   | Beta                    |
| wxDownload Fast               | Apenas Firefox           | Sim         | Sim                    | Não                 | Sim           | Não                     | Não                   | Sim                  | Sim                   | Sim                             | Não                 | Sim                     |